# HMS Campbeltown (I42)
L'HMS Campbeltown era un cacciatorpediniere di classe Town attivo durante la seconda guerra mondiale; costruita originariamente per la United States Navy ed entrata in servizio il 20 gennaio 1919 con il nome di USS Buchanan della classe 4 pipes (nome familiare per indicare la classe Wickes, che fa riferimento ai quattro fumaioli che caratterizzano questa classe), passò poi alla Royal Navy nel settembre del 1940 e venne da questa impiegata nel conflitto. La nave è particolarmente famosa per il ruolo giocato nell'operazione Chariot il 28 marzo 1942, durante la quale andò perduta esplodendo all'interno del bacino di carenaggio di Saint-Nazaire, impedendone l'accesso per tutta la durata della guerra.

## Storia
Il cacciatorpediniere prestò servizio come USS Buchanan con la US Navy poco dopo la fine della prima guerra mondiale, in forza alla Flotta del Pacifico. Messo in riserva nel 1930, fu richiamato in servizio nel 1934 e riassegnato alla Flotta Atlantica; dopo un altro periodo di lavori nel 1939 venne destinato ad attività di pattuglia fino a che il 9 settembre 1940 non venne radiato e trasferito alla Royal Navy in virtù del cosiddetto "Destroyers for bases agreement". Rinominato Campbeltown ed assegnato al 7º Gruppo scorte atlantiche di base a Liverpool, venne danneggiato quasi subito in una collisione e rimase fuori servizio fino al marzo del 1941. Passò brevemente al servizio della Marina Olandese, prima di tornare sotto bandiera britannica nel settembre del 1941; operò nell'Atlantico del nord, contribuendo all'affondamento del sommergibile tedesco U-401.
Nel marzo del 1942 la nave venne selezionata per l'operazione Chariot, il piano elaborato dall'alto comando britannico per mettere fuori uso il bacino Normandie del porto francese di Saint Nazaire, l'unico abbastanza grande per ospitare le colossali corazzate tedesche della classe Bismarck: la nave, imbottita con diversi chili di esplosivo con vari timer annegati dentro cassoni di cemento per renderne impossibile la disattivazione, doveva speronare l'entrata del bacino ed incagliarsi profondamente davanti ad esso. La sagoma della nave venne rimodellata, al fine di farla assomigliare ad una torpediniera tedesca della classe Möwe; i pezzi d'artiglieria vennero sbarcati e sostituiti da otto cannoncini automatici Oerlikon, e la nave alleggerita il più possibile per permetterle di attraversare l'estuario della Loira senza incagliarsi.
Condotta da un equipaggio di volontari ed accompagnata da una flottiglia di imbarcazioni d'assalto piene di commando (con il duplice incarico di neutralizzare le difese del porto e di reimbarcare l'equipaggio dopo l'impatto con le porte del bacino), l'HMS Campbeltown giunse a Saint Nazaire la notte del 28 marzo 1942, e, sotto la guida del capitano di corvetta Stephen Halden Beattie, riuscì in pieno nel suo intento, incastrandosi profondamente nella paratia a mare del bacino. La mattina seguente, le cariche di esplosivo stivate nella prua del cacciatorpediniere esplosero, distruggendo completamente sia il Campbeltown che l'entrata del bacino. Su 611 uomini della forza d'assalto, 169 morirono, oltre 200 vennero catturati e gli altri 222 vennero evacuati dalle imbarcazioni superstiti. Il bacino venne reso inutilizzabile dall'esplosione, che uccise anche 250 tra tedeschi e civili francesi, e venne riparato solo nel 1947.

## Memoria
L'operazione Chariot è stata rappresentata in un film inglese del 1952: Il cacciatorpediniere maledetto.
Il nome Campbeltown è stato portato successivamente da una fregata della classe Type 22 entrata in servizio il 27 maggio 1989 e ritirata dal servizio il 7 aprile 2011.